# Capitalidad en España

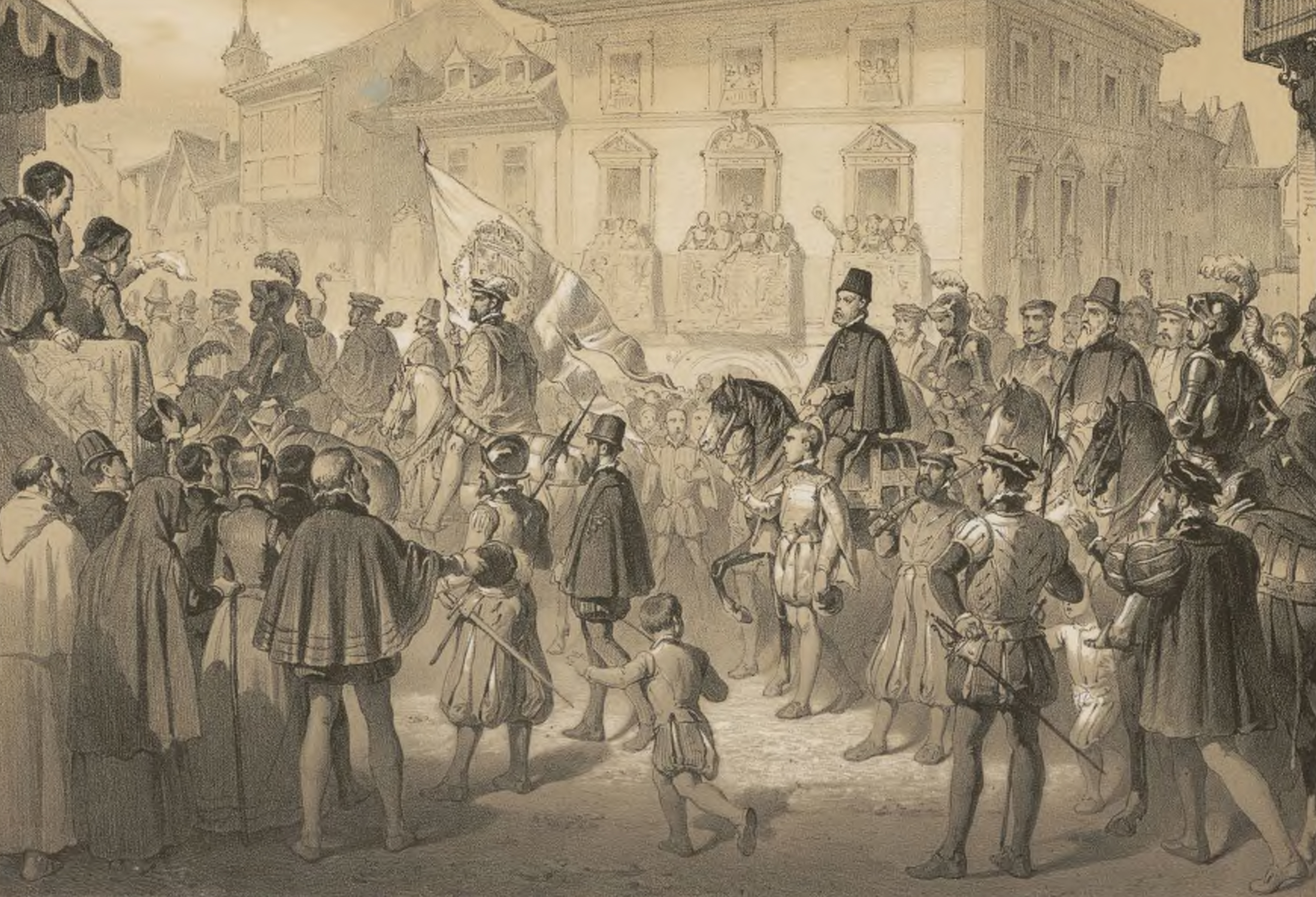
Litografía del representando el traslado a Madrid de la Corte por Felipe II en 1561

La capitalidad de las entidades territoriales es la cualidad del núcleo de población en el que tiene su sede el órgano u órganos que asumen la representación de la colectividad territorial y que, por tanto, ejercen el poder. Así existen varios tipos de capitales, correspondientes a los distintos tipos de entidades territoriales. 
En España, la capital del Estado es la Villa de Madrid, a su vez sede del Gobierno del país y del jefe de Estado. Después están las capitales de las comunidades autónomas, entidades que han asumido competencias de diferentes aspectos (educativas, sanitarias, fiscales, etc.). También hay capitales de provincia, de comarcas y de municipio, entre otras.

## Historia
La península ibérica alberga actualmente cuatro estados soberanos, la República portuguesa el Reino de España, Andorra y Francia que ocupa una porción del norte; y un territorio dependiente:Gibraltar. Los 27 Estados miembros que pertenecen a la Unión Europea, comparten en común la capital de facto en Bruselas. Históricamente han existido en la península diferentes formas de gobierno, territorios soberanos y capitales.

### Cartago

Mapa del Mediterráneo occidental que muestra el territorio controlado por Cartago y Roma en la primera guerra púnica.

La presencia cartaginesa en la península llega al siglo VII a. C. con varias factorías comerciales, pero es en el siglo III a. C. cuando se convierte en un dominio territorial de corta e intensa duración en su disputa con Roma y ocupaba aproximadamente la mitad sur de lo que hoy es España. Su capital era Qart Haddast, o Cartagena.

### Imperio romano
En la segunda guerra púnica (218-201 a. C.) Italia y las colonias romanas eran atacadas y vencidas sistemáticamente por las tropas de Aníbal, hasta que Escipión decide atacar la fuente de suministros que suponía para Carthago la península. Escipión planea su ataque a Cartagena y señala: "capta Carthagine, capta Hispania" (capturada Cartago Nova, conseguiremos España). La victoria de Roma supuso la ocupación de Hispania y su división en provincias. La República e Imperio romano, con capital en Roma, dominaron Hispania hasta la caída de su metrópoli, pero cada una de las 6 provincias romanas de Hispania (incluyendo Marruecos) pervivieron y fueron normalmente gobernadas por un Dux en cada capital. Al llegar las invasiones, uno de los pueblos bárbaros, los suevos, ocuparon y crearon un reino en la Gallaecia y su capital.

### Territorio bizantino

Mapa de la España Bizantina en los siglos y.

La provincia de Spania fue una provincia del Imperio Bizantino o Imperio Romano de Oriente, entre mediados del siglo VI y principios del VII. Se formó como parte de las campañas militares de Justiniano I el Grande en sus esfuerzos por restaurar el Imperio romano de Occidente. Su territorio incluía una zona de la península ibérica arrebatada al reino visigodo, que se extendía aproximadamente desde Cádiz a Valencia, y su capital fue Cartago Spartaria, la actual Cartagena.

### Reino suevo
El reino suevo con capital en Braga fue fundado por el pueblo germánico de los suevos en la primera mitad del siglo V en la provincia de la Gallaecia del Imperio romano de Occidente tras haber penetrado en la península ibérica junto con vándalos y alanos en el 409. En el 585 el reino suevo dejó de existir al ser conquistado por el rey visigodo Leovigildo y su territorio fue incorporado al reino visigodo de Toledo.

### Reino de Toledo
El reino visigodo de Toledo fue fundado tras la derrota de los visigodos en la batalla de Vouillé (507) a manos de los francos, lo que los obligó a replegarse a Hispania —de la Galia solo conservaron el extremo occidental de la Narbonense, conocido como Septimania, poniendo fin así al reino visigodo de Tolosa. La nueva capital la situaron en Toledo y aunque no se tiene constancia del momento exacto, se ubica durante el reinado de Atanagildo (555-567).1234 La conversión del rey Recaredo en el 589 al catolicismo, abandonando la fe cristiana arriana, divide su historia en dos grandes períodos, con el reinado de Recaredo (586-601) como nexo: el reino visigodo arriano (507-589) y el reino visigodo católico (589-711). La invasión musulmana de la península ibérica en 711 puso fin al reino visigodo de Toledo. 

### Reino de Asturias
Durante el reinado de Mauregato, rey de Asturias entre los años 783 y 789, como hijo natural del monarca Alfonso I el Católico y una "sierva" del noroeste gallego, se escribe un himno litúrgico llamada O Dei Verbum Patris ore proditum, donde Santiago Apóstol aparece como patrón de Hispania y su capital parece que fue Santianes de Pravia en Asturias. A Santianes llevarán la capital del Reino de Asturias los reyes Silo y Adosinda.

### Emirato y Califato de Córdoba

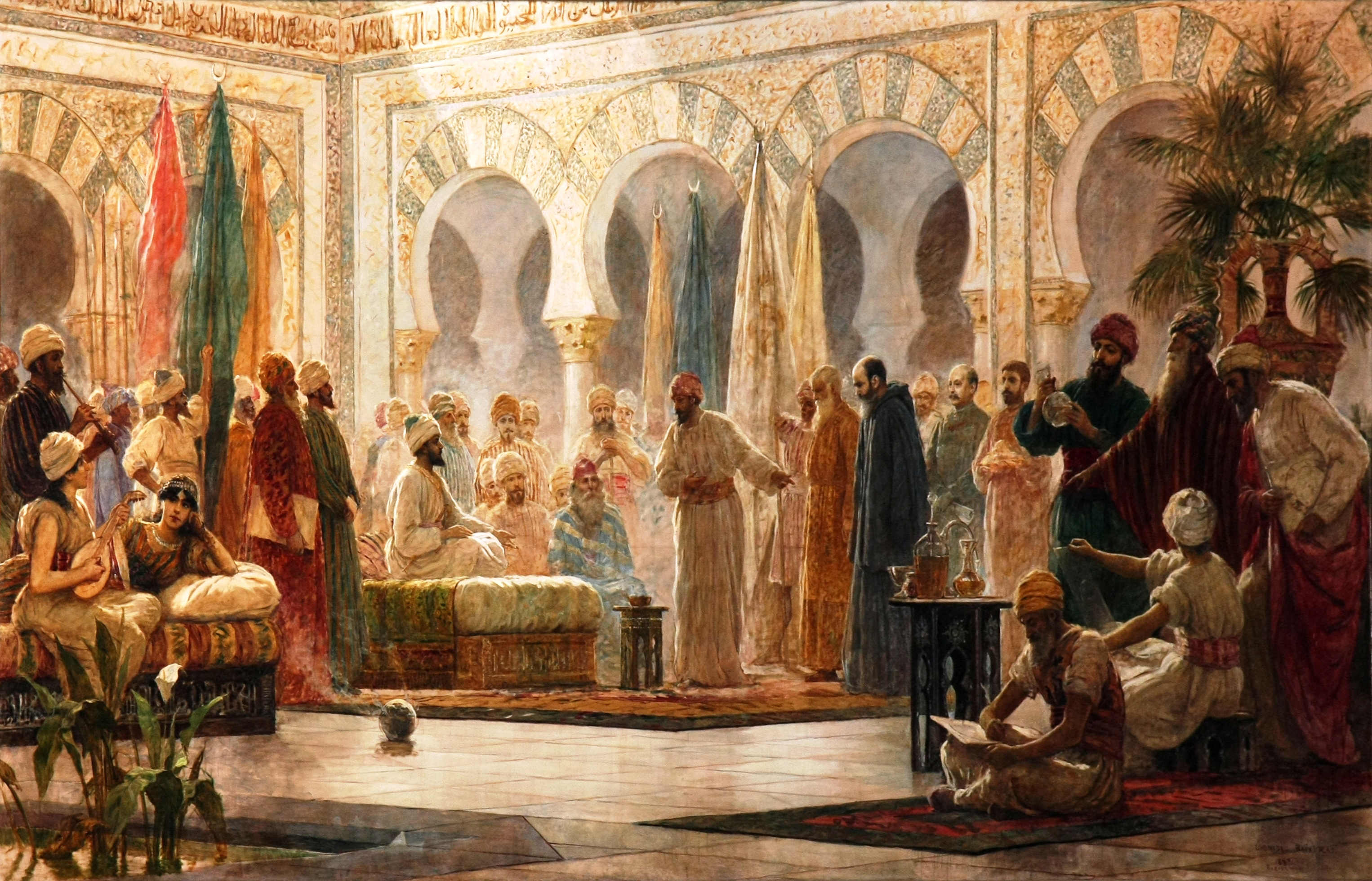
Recepción de embajadores bizantinos en la corte de Medina Azahara, Córdoba, por el califa Abderramán III, en una obra de 1885.

El emirato de Córdoba (en árabe, إمارة قرطبة, Imārat Qurṭuba) fue un emirato independiente con capital en Córdoba que existió en la península ibérica entre 756 y 929 y estuvo regido por los omeyas. 
El Califato Omeya de Córdoba o Califato de Occidente fue un estado musulmán andalusí con capital en Córdoba, proclamado por Abderramán III en 929. El Califato puso fin al emirato independiente instaurado por Abderramán I en 756 y perduró oficialmente hasta el año 1031, en que fue abolido, dando lugar a la fragmentación del estado omeya en multitud de reinos conocidos como taifas. Por otro lado, la del Califato de Córdoba fue la época de máximo esplendor político, cultural y comercial de Al-Ándalus, aunque también fue intenso en unos de los reinos de taifas.

### Reino nazarí de Granada

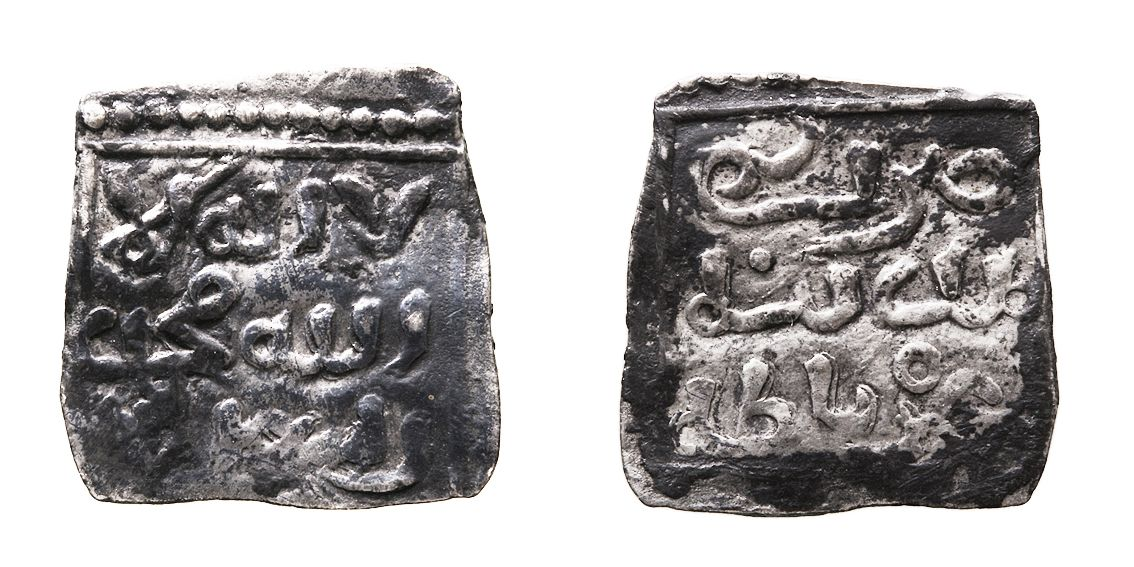
Moneda de plata acuñada en Granada por el Reino Nazarí.

El reino nazarí de Granada, también conocido como Emirato de Granada o Sultanato de Granada, fue un Estado musulmán situado en el sur de la península ibérica, con capital en la ciudad de Granada, que existió durante la Edad Media. 

### Reinos de León y de Galicia
Si bien en los primordios del Reino de León el reino de Asturias parece haber utilizado Oviedo como posible capital o palacio real, no se conservan edificios, ni archivos, ni lugar para la ceremonia de coronación de una Corte o Palacio real asturiano. Sí un Panteón de reyes de la Catedral de Oviedo. 

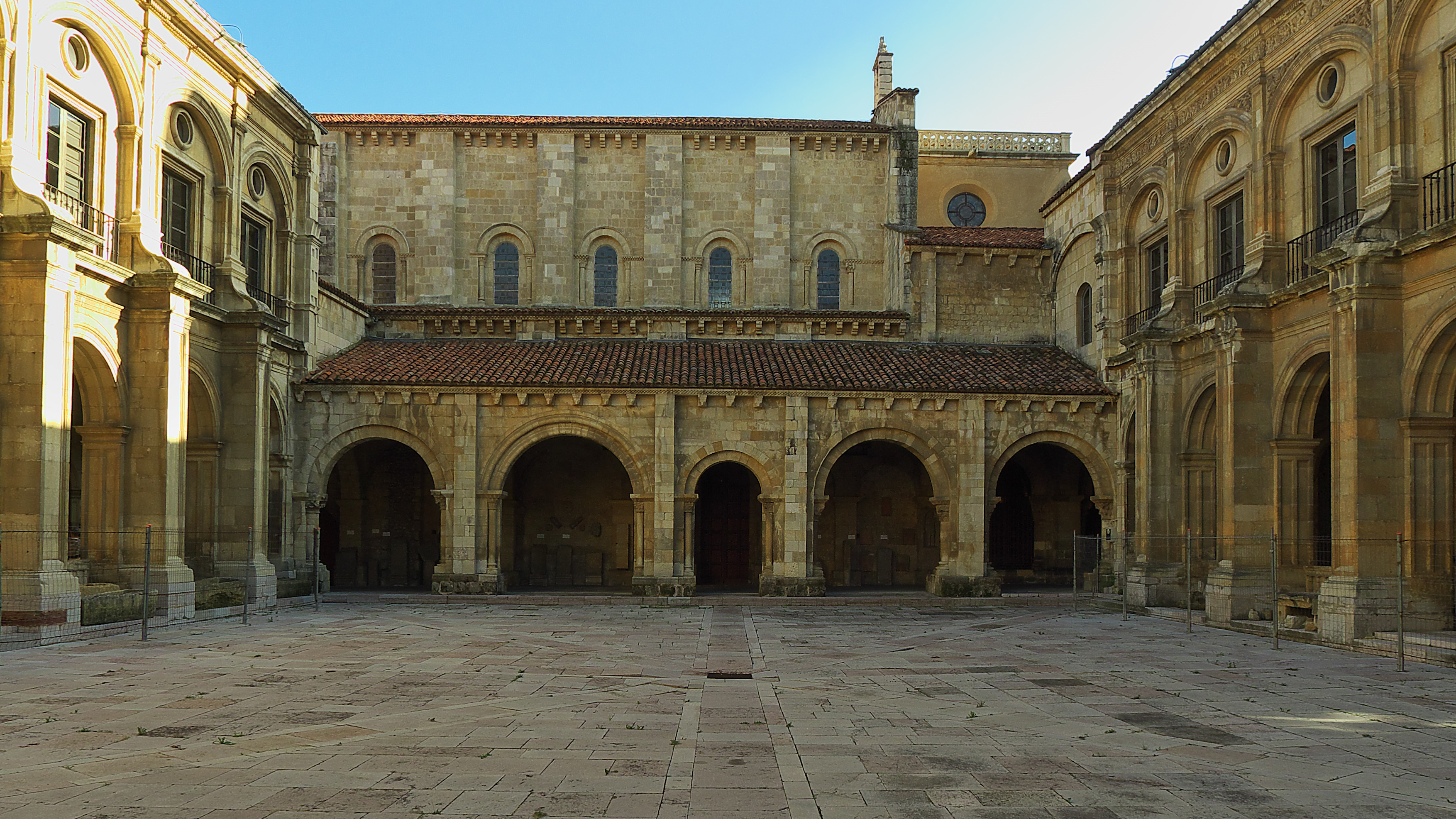
Interior de la Basílica de San Isidoro, donde se celebraron las primeras Cortes de León en 1188.

En el caso de Galicia y León, ambos reinos pueden ser entendidos como una sola Corona a partir de Alfonso VI de León, Galicia y Castilla Imperator totius Hispaniae. Tanto la Catedral de Santiago de Compostela como la Catedral de León fueron utilizadas en varias ocasiones como lugar de coronación de reyes existiendo en ambas ciudades panteón real de las diversas dinastías de los reyes de Galicia y León. En 1188 se celebran las primeras Cortes de León de 1188. El Reino de León y Galicia acabó integrado bajo el nombre de Corona de Castilla a partir de 1230 con base en un único rey Fernando III de Castilla, de León y Galicia. El pacto de la Concordia de Benavente aseguró la no injerencia portuguesa en la conformación de la nueva corona.

### Corona de Aragón

Mapa de los territorios de la Corona de Aragón en su máxima extensión.

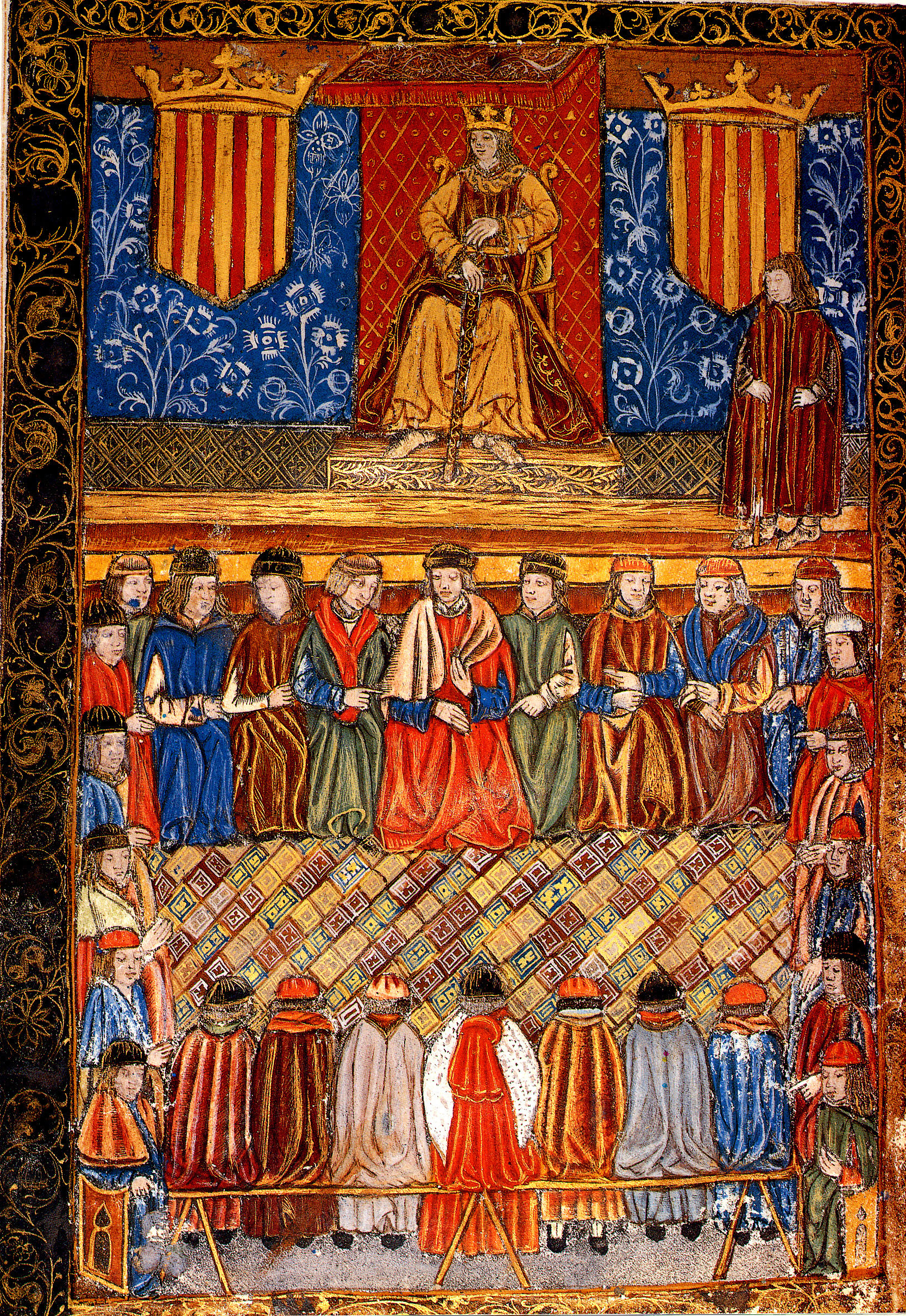
Fernando II de Aragón reunido con las cortes en Barcelona.

Desde siempre ha sido en un principio Zaragoza, aunque no puede decirse que haya una capital de la Corona de Aragón. Barcelona es la "ciudad condal", es decir, la sede del conde de Barcelona, título que llevaba consigo el de la mayoría de los condados catalanes (no de todos, ya que algunos de ellos, como Urgel o Ampurias mantuvieron su independencia hasta el siglo XIV, en que se integraron en la Corona de Aragón). Desde la unión matrimonial de Ramón Berenguer IV y Petronila, es también la ciudad donde habitualmente se encontraba el rey de Aragón y donde se centralizó el Archivo de la Corona de Aragón, pero las instituciones no se fusionaron. La coronación como rey de Aragón en la Seo de Zaragoza (para Pedro IV, «cabeza del reino de Aragón, el cual reino es nuestra principal designación y título») quizá fuera el acto más aparatoso, pero la jura de los fueros de cada reino era lo que hacía comenzar efectivamente el reinado en cada uno. El concepto de capital en la Edad Media, sin corte permanente, sino itinerante, es poco funcional. El sistema feudal no lo necesita, es algo extraño a él. Hay Cortes (es decir, parlamentos) en Aragón y Cortes Catalanas (en ambos casos con Generalidad, organismo nacido con funciones tributarias y fiscales y que con el tiempo fue asumiendo funciones políticas), pero en principio podían reunirse en cualquier lugar del territorio bajo su jurisdicción. La conquista de Mallorca y Valencia y la incorporación de los reinos italianos (Nápoles y Sicilia) complica la estructura institucional, pues funcionan con total autonomía, compartiendo únicamente el rey, y a veces ni el rey, pues era corriente repartirlos entre varios hermanos, aunque luego se iban reunificando, a veces por derechos de herencia y parentesco, y en ocasiones por la preponderancia del titular de un reino sobre otros. En el Compromiso de Caspe (1410) se reunieron en esta ciudad aragonesa representantes de tres de las Cortes territoriales de la Corona de Aragón para elegir a Fernando de Antequera de la Casa de Trastámara como rey. Con la unificación de los Reyes Católicos y sobre todo con los Habsburgo los reyes suelen estar lejos (Felipe II ya fija una capital permanente en Madrid en 1561) y nombran virreyes y constituyen en la corte un Consejo de Aragón.

### Reino de Valencia
El reino de Valencia fue un reino creado dentro de la Corona de Aragón por Jaime I el Conquistador, con capital en Valencia

### Corona del reino de Navarra

El Reino de Navarra en tiempos de Sancho VII el Fuerte. (1194-1234)
Reino de Navarra
Territorio perdido ante Castilla (1198-1200)
Territorios conseguidos mediante vasallaje (1196-1203)
Reino de Castilla
Reino de Aragón

El reino de Navarra acabó entrando a formar parte de manera definitiva de la corona castellano-aragonesa tras la  Conquista de Navarra en 1512. La capital del reino de Navarra era Pamplona; sin embargo, las Cortes de Navarra fueron convocadas en diversos lugares: no solo Pamplona, sino Olite, Tafalla, principalmente, así como Estella, Sangüesa y Tudela fueron los lugares de reunión más habituales. 

### Corona portuguesa
Bajo la monarquía filipina, desde 1580 hasta la restauración de independencia en 1640, Portugal mantuvo su capital en Lisboa con numerosas entidades administrativas propias (Desembargo do Paço, Mesa da Consciência e Ordens,  Casa de Supplicação y la Casa do Civel, etc). La monarquía filipina creó el Consejo de Portugal que durante sus 80 años de existencia convocó cortes en dos ocasiones en Lisboa con motivo de la visita real.

### Corona de Castilla
Burgos era caput castellae (cabeza de Castilla, como lo había sido Amaya, según el Poema de Fernán González), pero esa dignidad sólo le servía para hablar primero en las Cortes, disputándose la prelación con Toledo. Los debates eran vivísimos, y los terminó el rey con la famosa frase: Por Toledo he hablado yo, hable pues... (la ciudad que tocara -en este caso, Burgos-).
Valladolid puede considerarse capital judicial, por la existencia en ella de la Real Audiencia y Chancillería, institución única hasta la conquista de Granada, donde se fundó otra con competencias al sur del Tajo (aunque originariamente estaba en Ciudad Real, mientras que la competencia sobre la corte allí donde estuviera pertenecía a la Sala de Alcaldes). Pero no era capital legislativa, pues las Cortes se convocaban en Alcalá de Henares, Toro, Madrid o donde le conviniera al rey. Tampoco era la residencia única de los reyes, que mantenían la corte itinerante, bien fuera visitando la red de palacios reales o alcázares (una ruta paralela a las cañadas de la Mesta que recorría Burgos, Valladolid, Segovia, Madrid, Toledo, Córdoba, y Sevilla) o bien visitando vasallos, a costa de los cuales se mantenían, por virtud de la regalía de aposento.

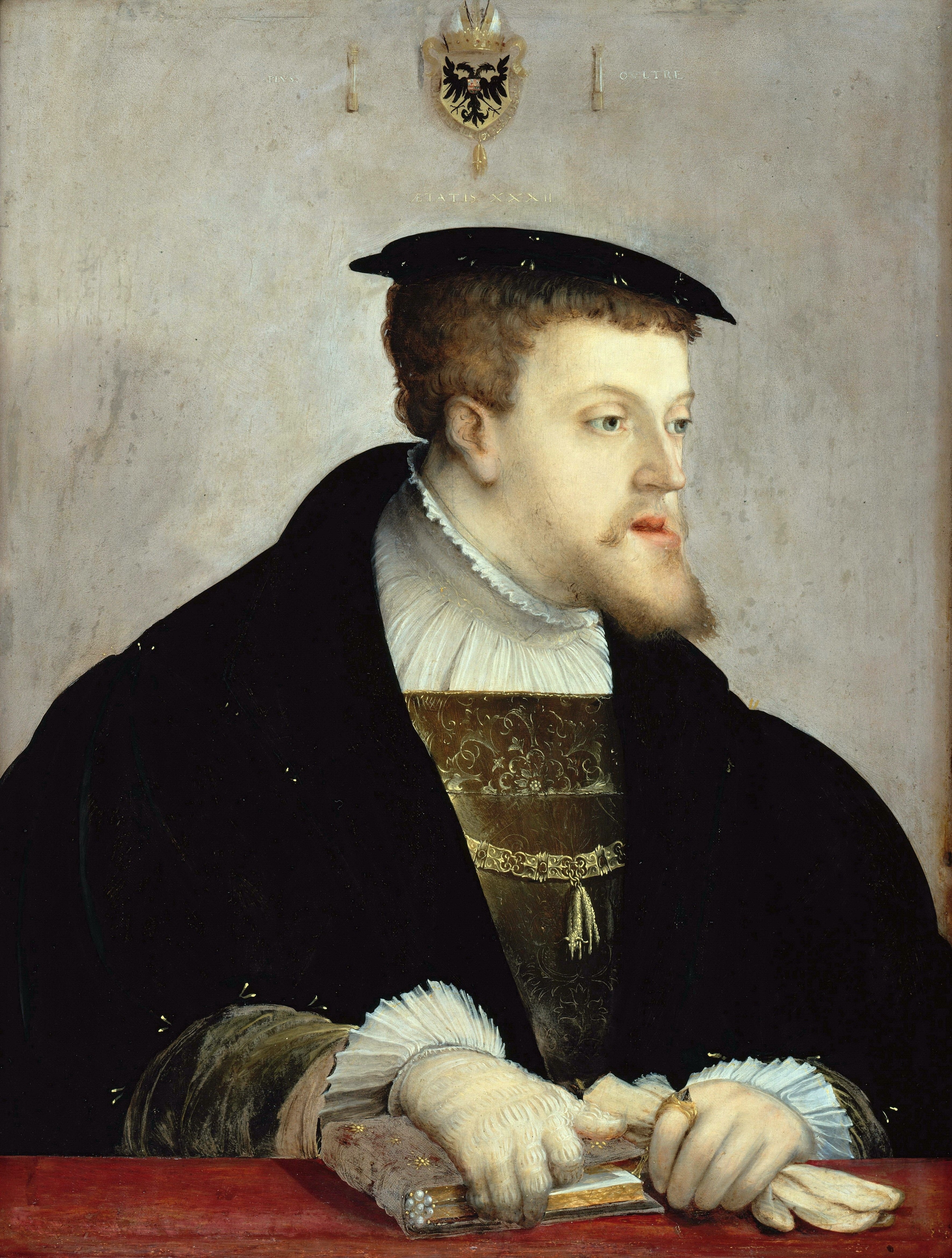
Retrato del emperador del Sacro Imperio Romano Germánico y rey de España Carlos V (1532), por Christoph Amberger.

Con el rey Carlos I de España, que encerró a su madre (Juana la Loca) en Tordesillas, Toledo se convirtió en "ciudad imperial", y Granada fue la capital con la Real Chancillería y la Capitanía General del Ejército, donde mandó levantar un palacio renacentista en medio del castillo de la Alhambra donde pasó los meses posteriores a su boda con Isabel de Portugal (que tuvo lugar en Sevilla en 1526). No obstante, no estuvo mucho tiempo en ninguna de esas ciudades, y tras sus interminables viajes por toda Europa fue a morir a Yuste, cuando ya no era rey.

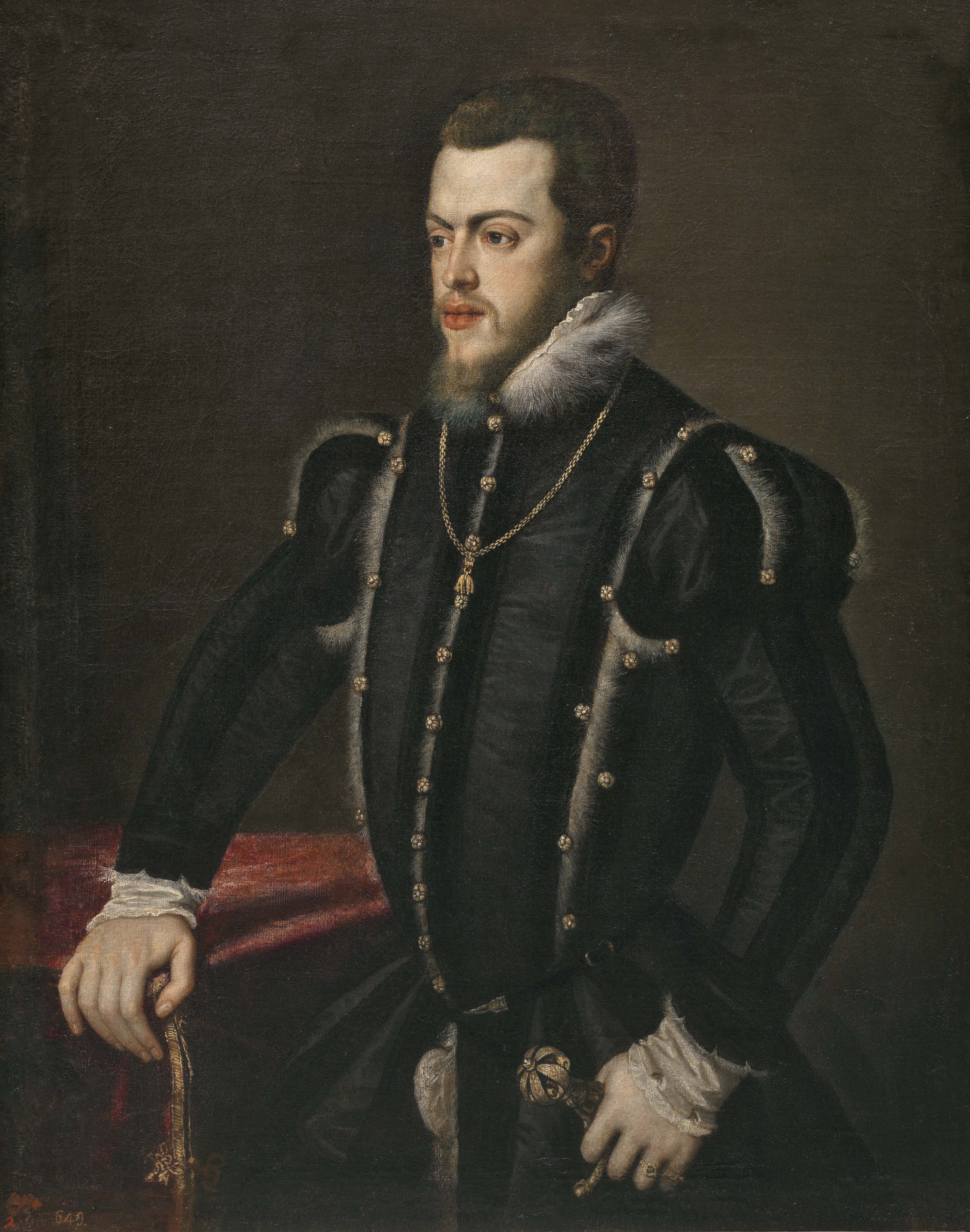
Retrato de Felipe II de España, obra de Ticiano c. 1550.

Fue el rey Felipe II de España el que fijó la capital en Madrid, donde asentó toda la burocracia y creó un circuito anual por los reales sitios de El Escorial y Aranjuez. El duque de Lerma se llevó unos años la capital a Valladolid, para controlar al rey Felipe III de España más cerca de sus propios feudos (Lerma, en Burgos) y para chantajear a los comerciantes madrileños, que lo sobornaron para que les devolviera el negocio de tener la corte.

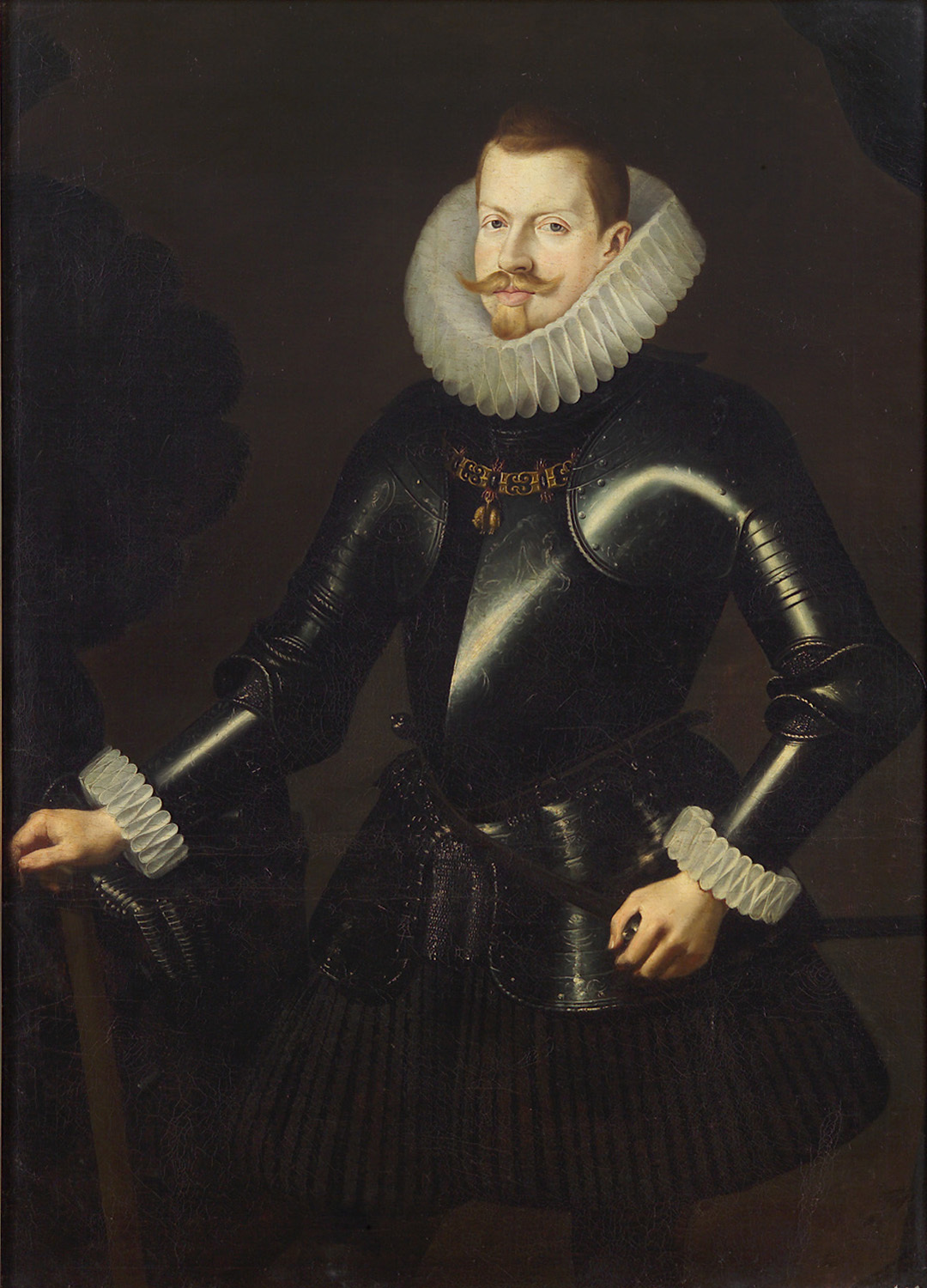
Retrato de Felipe III de España (1617), obra de Andrés López Polanco.

### Razones de la actual capitalidad de Madrid
La razón de elegir Madrid pudo ser que había sido comunera y que la requisa de unas tierras de un comunero destacado había proporcionado a los reyes la Casa de Campo, convertidas en un extenso cazadero al lado del Alcázar. Además, Madrid no tenía obispo (ni lo tuvo en todo el Antiguo Régimen), con lo que no fue capital religiosa: lo serían Santiago de Compostela para el norte (donde cobraba el voto de Santiago), Sevilla para el Sur (incluyendo las Indias) y Toledo, la más rica, para el centro, sede de la que dependía Madrid, incluso en lo que toca a tribunal de la Inquisición española. Tampoco había presencia de grandes (aristócratas) cerca, siendo los más cercanos los Mendoza de Guadalajara. Nadie hacía sombra al rey, y los que se acercaran dejaban claro que era porque venían a buscar su sombra, como cortesanos. Es lo que también terminó haciendo un siglo más tarde Luis XIV: irse a Versalles.
Madrid tenía dos inconvenientes: no tenía salida al mar y estaba alejada de los principales flujos económicos. Otras opciones hubieran podido ser Lisboa, Sevilla y Barcelona. Barcelona no parecía aconsejable por estar adscrita al Consejo de Aragón, y el rey, tras el aplastamiento de la revuelta de los comuneros, tenía mucho más poder en Castilla que en Aragón.
Sevilla siempre fue una ciudad próspera, tenía salida al mar a través de su río y se encontraba entonces en plena empresa americana. Aunque Andalucía era un lugar próximo y adscrito al Consejo de Castilla, Sevilla tenía ya una "capitalidad económica" con la Casa de la Contratación de Indias, una nobleza local y un obispado.
Felipe II hacía buena parte de su vida en la región de Castilla y parecía dispuesto a poner su Corte en tierras castellanas. En lo que respecta a Lisboa, Portugal era un territorio de incorporación bastante reciente.
Madrid, por su parte, era una ciudad de cierta tradición histórica, con murallas y con un Alcázar. La ciudad ya había sido usada como sede de reuniones de la Corte desde la Baja Edad Media. Su padre, Carlos I, le había concedido el escudo a la urbe años antes. Madrid, de otro lado, era una ciudad céntrica, con bosques, caza y buen clima. Sobre todo lo que respecta a la caza, abundante en lugares como el del monte del Pardo, favorecieron la instalación temporal allí de monarcas como Enrique III. La ciudad también contaba con un abastecimiento de aguas a través del Manzanares y pozos, lo que era complicado en Toledo, cuya orografía obligó a la realización de ingenios mecánicos para abastecer de agua a la ciudad. Además, tras la elección de Madrid como sede de la Corte, las obras en el Monasterio de El Escorial, sede del panteón familiar, comenzaron casi inmediatamente, con lo cual Felipe II tenía así más fácil la supervisión de las obras.

## Capitales ocasionales de España
Desde 1561 Madrid ha sido la capital de España, excepto:
- Entre 1519 y 1561, cuando Toledo, durante el reinado de Carlos I, albergó la corte española.[7]
- Entre 1601 y 1606 que la capitalidad pasó a Valladolid.
- Entre 1729 y 1733, en el conocido como Lustro Real, la familia real y buena parte de la Corte se trasladaron a Sevilla.[8] La capital siguió estando en Madrid.
- Entre 1808 y 1814 en la Guerra de la Independencia Española en la que varias ciudades acogieron las Cortes Generales, entre ellas Cádiz, San Fernando y Sevilla. La capital oficial siguió siendo Madrid.

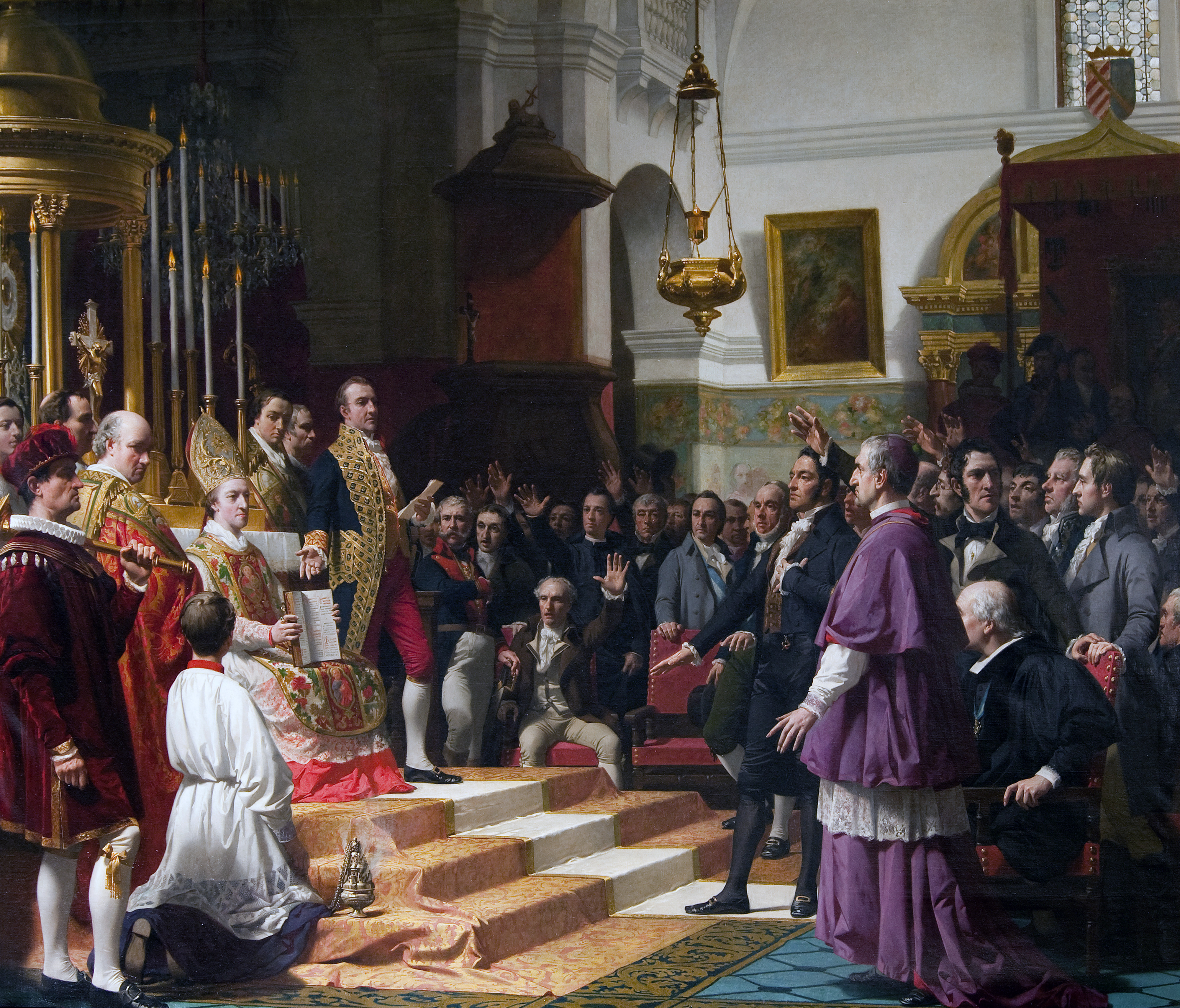
Juramento de las Cortes de Cádiz en la iglesia mayor parroquial de San Fernando, obra de José Casado del Alisal, expuesta en el Congreso de los Diputados de Madrid.

- Entre 1936 y 1939 durante la guerra civil española, cuando el gobierno de la República se traslada a Valencia, luego a Barcelona y finalmente Gerona y Figueras; mientras del 1 de abril al 18 de octubre de 1939, cuando al finalizar la Guerra Civil, la ciudad de Burgos ostenta la capitalidad de España. A pesar de ello, la capital oficial siguió siendo Madrid.
- Apenas concluida la guerra civil, la sede de la Segunda República española en el exilio se ubicó primero en la Ciudad de México, y luego, el 8 de febrero de 1946, se trasladó a la capital francesa, París. El 21 de junio de 1977, con motivo de la proclamación de los resultados de las elecciones generales celebradas en España el 15 de junio anterior, el gobierno en el exilio anunciaba su disolución. El gobierno reconocido internacionalmente y la capital oficial siguieron estando en Madrid.

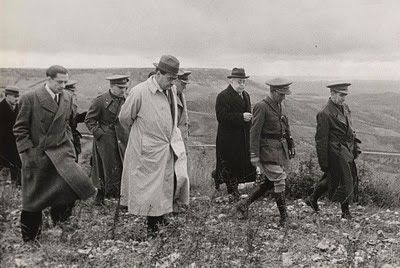
Manuel Azaña y Juan Negrín a las afueras de Barcelona en 1937, durante la guerra civil española. En aquel momento, la sede del Gobierno de la República Española se había trasladado a esta ciudad, debido a que Madrid se encontraba asediada por el ejército sublevado.